# Guettarda aculeolata
Guettarda aculeolata är en måreväxtart som beskrevs av Ignatz Urban. Guettarda aculeolata ingår i släktet Guettarda och familjen måreväxter. Inga underarter finns listade i Catalogue of Life.